# 바부구
바부구(한국어: 팔보구, 중국어: 八步区, 병음: Bābù Qū)는 중화인민공화국 광시 좡족 자치구 허저우 시의 현급 행정 구역이다. 넓이는 5334km2이고, 인구는 2007년 기준으로 970,000명이다.

## 행정 구역
2개 가도, 17개 진, 2개 민족향을 관할한다.
- 가도: 八步街道, 西湾街道.
- 진: 贺街镇, 步头镇, 莲塘镇, 大宁镇, 南乡镇, 桂岭镇, 开山镇, 黄田镇, 里松镇, 鹅塘镇, 沙田镇, 公会镇, 水口镇, 信都镇, 灵峰镇, 仁义镇, 铺门镇.
- 민족향: 黄洞瑶族乡, 大平瑶族乡.